# Koreptyelus ikumai
Koreptyelus ikumai är en insektsart som först beskrevs av Matsumura 1940.  Koreptyelus ikumai ingår i släktet Koreptyelus och familjen spottstritar. Inga underarter finns listade i Catalogue of Life.